# Charkiwer Schule der Fotografie
Die Charkiwer Schule der Fotografie (KSOP) (ukrainisch: Харківська Школа Фотографії) ist eine der bedeutendsten ukrainischen Fotografiebewegungen. Sie entstand in den 1970er Jahren als Opposition zur sowjetischen Doktrin des sozialistischen Realismus und hatte ihr künstlerisches Zentrum in Charkiw.

## Historische Entwicklung
Bereits in den 1920er Jahren entstand in der ukrainischen Kunstszene eine Avantgarde-Bewegung, in der sich die Künstler mit den Prinzipien der Modernen Kunst auseinandersetzten. In den 1930er Jahren setzten die politischen und gesellschaftlichen Ereignisse den künstlerischen und fotografischen Experimenten jedoch ein Ende. Seit 1934 galt der sozialistische Realismus als verbindliche künstlerische Methode in der Sowjetunion, welche bis in die 1980er Jahre vorherrschte.
Während der Tauwetter-Periode lockerten sich die Beschränkungen im kulturellen Bereich erstmals und die künstlerische Fotografie in Charkiw lebte wieder auf. In den 1970er Jahren schloss sich eine nonkonformistische Untergrundbewegung von Fotografen zusammen. Ihre künstlerischen Experimente zeigen den Versuch, sich von der konventionellen Bildsprache der sowjetischen Fotografie zu lösen. Diese verlangte von dem Fotografen eine wahrheitsgetreue, historisch korrekte Darstellung der Wirklichkeit und war mit der Forderung verbunden, durch eine ideologische Umgestaltung einen neuen Menschentypus zu schaffen. Der sozialistische Realismus hatte somit im Rahmen des Sozialismus Vorrang vor anderen Strömungen, wie der ukrainischen Avantgarde. Alle Kunstformen jenseits der offiziellen Staatsdoktrin galten als antikommunistisch und unterlagen einer strengen Zensur. Für die Fotografie bedeutete das ein begrenztes Bildrepertoire. Die Fotografen konnten sich zudem nicht an westlichen Vorbildern orientieren, da es kaum westliche Kunstzeitschriften gab.
Sie entwickelten eigene Ansätze für die Darstellung der sowjetischen Realität. Die Fotografen der Charkiwer Schule waren außerdem nicht, wie andere Künstler, in professionellen Verbänden organisiert. Sie konnten nicht allein von ihrer Kunst leben und waren daher nur in ihrer Freizeit als Fotografen tätig.

## Gruppierungen

### Wremja – die erste Generation
Anfang der 1970er Jahre schlossen sich acht Fotografen in Charkiw zusammen und gründeten eine im Untergrund agierende Gruppe für künstlerische Fotografie, die Wremja-Gruppe. Der Name Wremja (russisch время) – zu Deutsch: Zeit – suggerierte eine Abkehr von der traditionellen Bildsprache. Die Gruppe begann ihren Kampf für die künstlerische Freiheit mit dem Bestreben, hinter die ideologische Fassade des sozialistischen Realismus zu blicken. Zu ihren Bildmotiven gehörten Lebensmittelknappheit, Betrunkene und Huren. Sie dokumentierten Demonstrationen und den Pomp der Paraden zum Tag des Sieges, verwüstete Straßen, verfallene Vorstädte und verlassene Landstriche. Ihre Bilder bezeugen Hässlichkeit, Nacktheit und Lust. Für ihre Bilder betraten die Fotografen oftmals verbotenes Gelände, darunter Fabriken, Bahnhöfe oder kommunistische Parteigebäude. Wer an diesen Orten eine Kamera bei sich trug, geriet schnell in den Verdacht der Spionage, weshalb die Bilder heimlich und unter größter Vorsicht aufgenommen werden mussten. Doch auch trotz Zensur und Verfolgung gelang es den Künstlern, im Verborgenen neue Kunst zu schaffen und auszustellen.
Eine wichtige ästhetische Innovation der Wremja-Gruppe war die „Blow-Theorie“. Damit bezeichneten sie ihre Bildsprache, die in der Schockierung des Betrachters das einzige Mittel sah, eine ästhetische Wirkung zu erzielen. Daneben experimentierten die Künstler mit verschiedenen Bildmanipulationen und visuellen Effekten, z. B. mit Überlagerungen von Farbdiafilmbildern, die surrealistische und groteske Bilder entstehen ließen, oder auch Fotomontagen und Handkolorierungen.
Eine weitere Neuerung war das Konzept der „schlechten Fotografie“, die allen voran von Boris Mikhailov eingeführt wurde. Er vertrat die Ansicht, dass die sowjetische Realität nicht nur durch Hochglanzbilder wiedergegeben werden könne, und nutzte unscharfe und kontrastarme Fotografien sowie Filmfehler und Perforationen als ästhetische und soziale Kritik.

#### Beteiligte Künstler
- Anatolij Makijenko (* 1949)
- Oleh Maljowanyj (* 1945)
- Boris Mikhailov (* 1938)
- Jewhenij Pawlow (* 1949)
- Jurij Rupin (1946–2008)

### Gosprom – die zweite Generation
In den Perestrojka-Jahren (1986–1991) entwickelte die Charkiwer Schule der Fotografie ihre Ästhetiken weiter, seit Mitte der 1980er Jahre schlossen sich zudem jüngere Generationen an. 1986 gründete sich die Gosprom-Gruppe, die sich nach dem weltweit bekannten architektonischen Wahrzeichen der Stadt, dem Gosprom-Gebäude, benannte. Diese Künstler machten die Dokumentarfotografie zu einem ihrer wichtigsten Genres. Sie produzierten allen voran Schwarz-Weiß-Fotografien und stellten ihre Bilder in der Öffentlichkeit aus, sowohl lokal als auch international. In den 1990er Jahren löste sich die Gruppe aufgrund der wirtschaftlichen Lage allmählich wieder auf. Einige der Mitglieder zogen in den Westen, einige wählten andere Berufe.

#### Beteiligte Künstler
- Serhij Bratkow (* 1960)
- Ihor Manko (* 1962)
- Hennadij Maslow (* 1959)
- Mischa Pjedan (* 1957)
- Leonid Pjessin (* 1956)
- Borys Redko (* 1959)
- Wolodymyr Starko (* 1956)

### Seit den 2000er und 2010er Jahren
Seit den 2000er Jahren erlebten die Ideen der KSOP eine weitere Verbreitung. Junge Künstler aus Charkiw und anderen Regionen der Ukraine greifen diese auf und entwickeln die Ästhetik weiter. 2010 gründete sich die Ukrainische Fotografische Alternative (UPhA), ein Zusammenschluss von Fotografen, die sich dem traditionellen Geschmack entgegenstellen.
Lange Zeit wurde die Charkiwer Fotografie nicht mit der Stadt Charkiw oder der Ukraine in Verbindung gebracht und war in den westlichen Medien nur als „andere sowjetische Fotografie“ bekannt, doch nun gilt sie als die stärkste ukrainische Schule der Fotografie während und nach der Sowjetzeit. Im Jahr 2018 wurde das Museum der Charkiwer Schule für Fotografie eröffnet, zu dem auch ein Verlag gehört. Das Museum, das von Serhij Lebedynskyj geleitet wird, sammelt und bewahrt Werke aller KSOP-Generationen sowie anderer ukrainischer und internationaler Künstler auf.

#### Beteiligte Künstler
- The BOBA
- Ihor Tschekatschkow (* 1989)
- KSP Followers
- SOSka Group
- Bella Lohatschewa (* 1973)
- Roman Minin (* 1981)
- Illja Pawlow (* 1982)
- The Shilo

## Ausstellungen
2023/2024: Ukrainian Dreamers: Charkiwer Schule der Fotografie. Kunstmuseum Wolfsburg.